# Samsung Galaxy S7
Das Samsung Galaxy S7 ist ein Smartphone, das vom Hersteller Samsung am 21. Februar 2016 im Vorfeld des GSMA Mobile World Congress in Barcelona gleichzeitig mit dem Galaxy S7 Edge vorgestellt wurde. Die Geräte sind die Nachfolger der Samsung-Galaxy-S6-Smartphones aus der Samsung-Galaxy-Reihe. Der offizielle Verkaufsstart in Deutschland war am 11. März 2016.
Das Gerät war Testsieger bei Stiftung Warentest 5/2016 und führte ebenso die Connect-Bestenliste 5/2016 an.

## Technik

### Bildschirm
Der Bildschirm des S7 Edge ist mit 5,5 Zoll Diagonale 0,4 Zoll größer als der des Galaxy S7. Beide Geräte verwenden AMOLED-Technik mit 1.440 × 2.560 Pixeln, was beim Edge wegen der größeren Fläche in einer niedrigeren Pixeldichte von 534 ppi resultiert; die des S7 beträgt 577 ppi.
Schon 2017 traten laut einigen Berichten in sozialen Medien Displayfehler in Form einer Linie in rosa Farbe auf („Pink Line of Death“), die Vorbote für einen baldigen Defekt waren.

### Leistung
Im europäischen Raum ist der Samsung-eigene Achtkern-SoC Exynos 8890 verbaut. Hierbei sind vier ARM-Cortex-A53-Kerne auf 1,6 GHz getaktet und vier Samsung Exynos M1 „Mongoose“-Kerne auf 2,3 GHz. In China und den USA hingegen findet Qualcomms vierkerniger Snapdragon 820 Verwendung, bei dem zwei der Kryo-Kerne auf 1,6 GHz und zwei auf 2,15 GHz getaktet sind. Beide Varianten werden im 14-nm-Verfahren gefertigt und beherrschen 64-Bit-Adressierung, was den auf 4 GB angestiegenen LPDDR4-Arbeitsspeicher ermöglicht.

### Kamera
Im Vergleich zum Vorgänger mit 16 Megapixeln ist die Auflösung der Rückkamera des S7 mit 12 MP geschrumpft. Die höhere Blendenzahl von f/1,7 und auch die auf 1,4 μm gewachsene Pixelgröße sollen im Gegenzug aber für eine stärkere Lichtempfindlichkeit sorgen. Die Kamera verfügt über einen optischen Bildstabilisator und eine neue „Dualpixel“-Technik, die durch den Phasenvergleich-Autofokus für ein schnelleres und weniger fehleranfälliges Scharfstellen sorgen soll.
Die Innenkamera löst wie die des S6 weiterhin mit 5 MP auf und filmt mit 1440p bei 30 fps, ist aber ebenfalls mit einer f/1,7-Blende ausgestattet.
Die unterstützten Videoformate der Rückkamera sind gegenüber dem Vorgänger gleich geblieben: Normale Full-HD-Aufnahmen können mit 60 fps aufgenommen werden, auch eine 4K-/UHD-Aufnahme ist möglich. Allerdings lassen sich Zeitlupenvideos mit Ton in 720p-Auflösung bei 240 fps aufnehmen, die doppelte Bildwiederholrate des Vorgängers. Außerdem sind 2160p (4K)-Videoaufnahmen zeitlich nicht mehr wie bei den Vorgängern auf fünf Minuten begrenzt.
Das Galaxy S7 und S7 Edge nutzen wie schon das Vorgängermodell Kamerasensoren von unterschiedlichen Herstellern. Dabei kommen der Sony IMX260 oder der eigene ISOCELL S5K2L1 zum Einsatz.

### Laden und Akku
Das Galaxy S7 lässt sich mittels eines klassischen Micro-USB-Kabels laden, auch das Laden durch elektromagnetische Induktion ist wie bei seinen Vorgängern über den Qi-Standard möglich. Wie bei den Vorgängermodellen bringt Samsung mit dem Galaxy S7 wieder ein Induktionsladegerät auf den Markt – das „Qi-Schnellladegerät“ Samsung EP-NG930. Auf einen USB-Typ-C-Anschluss wurde verzichtet, da sich zu der Zeit keine wasserdichte Variante auf dem Markt befand.
Eine vollständige Akkuladung dauert beim Galaxy S7 laut Herstellerangaben mit Kabel und kabellos jeweils 90 und 140 Minuten, und beim Galaxy S7 Edge jeweils 100 und 160 Minuten.
Die Leistung des Aufladens wird bei eingeschaltetem Bildschirm auf etwa 6 Watt begrenzt.
Die Akkukapazität des S7 wurde um 450 mAh auf insgesamt 3000 mAh erhöht. Bemängelten Tester des Vorgängers noch, dass der Akku deutlich kleiner geworden sei, ist der im S7 verbaute der größte, der bisher in einem Samsung-Galaxy-S-Gerät verwendet wurde. Weiterhin lässt er sich jedoch nicht austauschen.

### Gehäuse und Design
Das Aussehen des S7 unterscheidet sich kaum vom Vorgänger S6. Die Kanten der Rückseite sind abgerundet, wodurch das Gerät ergonomischer werden soll. Das Kameraobjektiv ragt weniger als das des S6 aus der Rückseite heraus. Ebenso wie beim Vorgänger werden die Materialien Glas und Aluminium für das Gehäuse verwendet. Wurde beim S6 auf einen wasserdichten Schutz verzichtet, ist das S7 wieder nach IP68 staub- und wassergeschützt. Zudem gibt es im Gegensatz zum Vorgängermodell wieder einen Steckplatz für Micro-SD-Karten.

### Speicherplatz
Das Gerät verfügt je nach Variante über einen internen Speicher von 32 oder 64 GB. Allerdings ist in den USA und Teilen von Europa nur die kleinere Speichervariante erhältlich.

## Varianten

### Samsung Galaxy S7 active
Ein Deutschlandrelease war seitens Samsung nicht geplant. Jedoch gab es vereinzelt Händler, welche das Smartphone in Deutschland anboten.
- Modellnummer SM-G891-A; Outdoormodell mit AT&T branding
  - Robusteres Gehäuse
  - gleiche Displayauflösung
  - ein um 1000 mAh größerer Akku mit nun 4000 mAh
  - üblich bei Samsungs Sport/Active-Modellen: physische Optionstaste (links neben Home-Button) und Zurück-Taste (rechts neben Home-Taste)
  - Snapdragon-820-Prozessor wie in den US-Modellen üblich